# Czyste (Warszawa)
Czyste – osiedle i obszar Miejskiego Systemu Informacji w dzielnicy Wola w Warszawie.

## Historia
W czasach Królestwa Polskiego istniała gmina Czyste. Do początków XX w. gmina Czyste obejmowała tereny nie tylko wsi Czyste czy dzisiaj wyróżnianego w warszawskim Miejskim Systemie Informacji obszaru Czyste w granicach Woli, lecz również znaczną część innych obszarów dzisiejszej dzielnicy Wola (ówczesne wsie Koło i Wielka Wola Warszawska wraz ze znaczną częścią obecnego obszaru MSI Młynów) oraz spore fragmenty dzisiejszej Ochoty. 
W 1827 roku sama wieś Czyste liczyła 16 domostw i 223 mieszkańców. 
8 kwietnia 1916 generał-gubernator Hans Hartwig von Beseler wydał rozporządzenie włączające w całości (od 1 kwietnia 1916) m.in. gminę Czyste do Warszawy.

## Położenie
Obszar MSI Czyste w dzielnicy Wola znajduje się pomiędzy:
- linią kolejową Warszawa Zachodnia – Warszawa Gdańska od zachodu,
- al. „Solidarności” i ul. Wolską od północy,
- ul. Towarową od wschodu,
- linia kolejowa Warszawa Zachodnia – Warszawa Centralna (kolej średnicowa) od południa.

Obszar ten zajmuje południową część dzielnicy.
W planowaniu przestrzennym rejon Czystego objęto planami miejscowymi obejmującymi obszar pomiędzy ulicami Kasprzaka a Szczęśliwicką oraz Towarową i Ordona. Oprócz obszaru MSI o tej nazwie, zajmuje on również fragment Ochoty